# Олленвиль (Эсон)

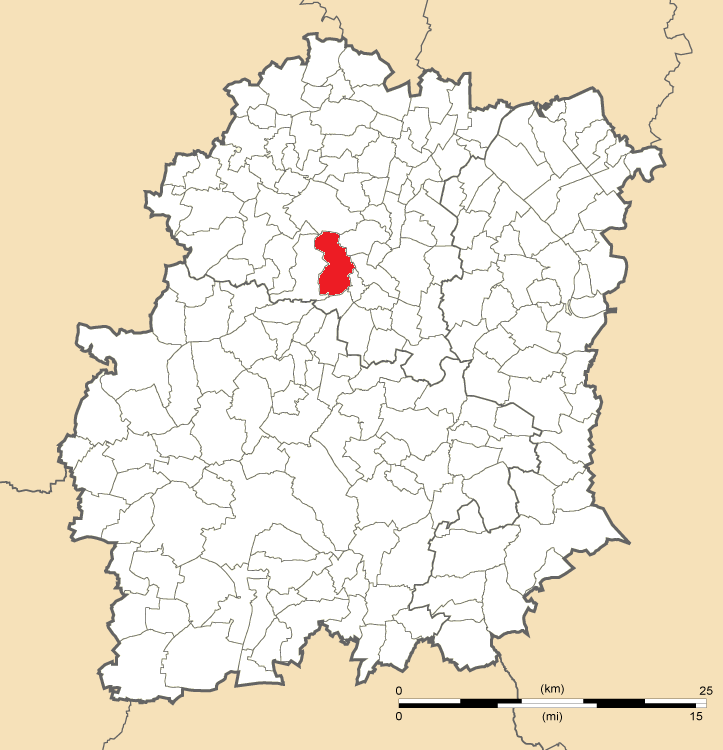
Расположение Олленвиля в Эсоне.

Олленвиль (фр. Ollainville, МФА: [ɔlɛ̃vil]о файле) — французская коммуна, расположенная в тридцати двух километрах к юго-западу от Парижа в департаменте Эсон региона Иль-де-Франс.

## География

### Местоположение
Олленвиль расположен в Большом Париже, в центре департамента Эсон и природного региона Урепуа.
Олленвиль расположен в тридцати двух километрах к юго-западу от Собора Парижской Богоматери, французского нулевого километра, в семнадцати километрах к юго-западу от Эври, в четырнадцати километрах к югу от Палезо, в двух километрах к западу от Арпажона, в семи километрах к юго-западу от Монлери, пятнадцати километрах к северо-западу от Ла-Ферте-Але, семнадцати километрах к северо-востоку от Дурдана, восемнадцати километрах к северо-востоку от Этампа, девятнадцати километрах к юго-западу от Корбей-Эсона и двадцати восьми километрах к северо-западу от Милли-ла-Форе. Он также находится в двухстах шестидесяти семи километрах к северо-западу от Олленвиля в Вогезах.

### Землепользование
| Тип землепользования               | Процентное соотношение | Площадь (га) |
| ---------------------------------- | ---------------------- | ------------ |
| Застроенные городские территории   | 22,5 %                 | 257,48       |
| Незастроенные городские территории | 5,5 %                  | 62,35        |
| Сельская местность                 | 72,0 %                 | 823,05       |
| Источник : Iaurif                  |                        |              |

### Гидрография

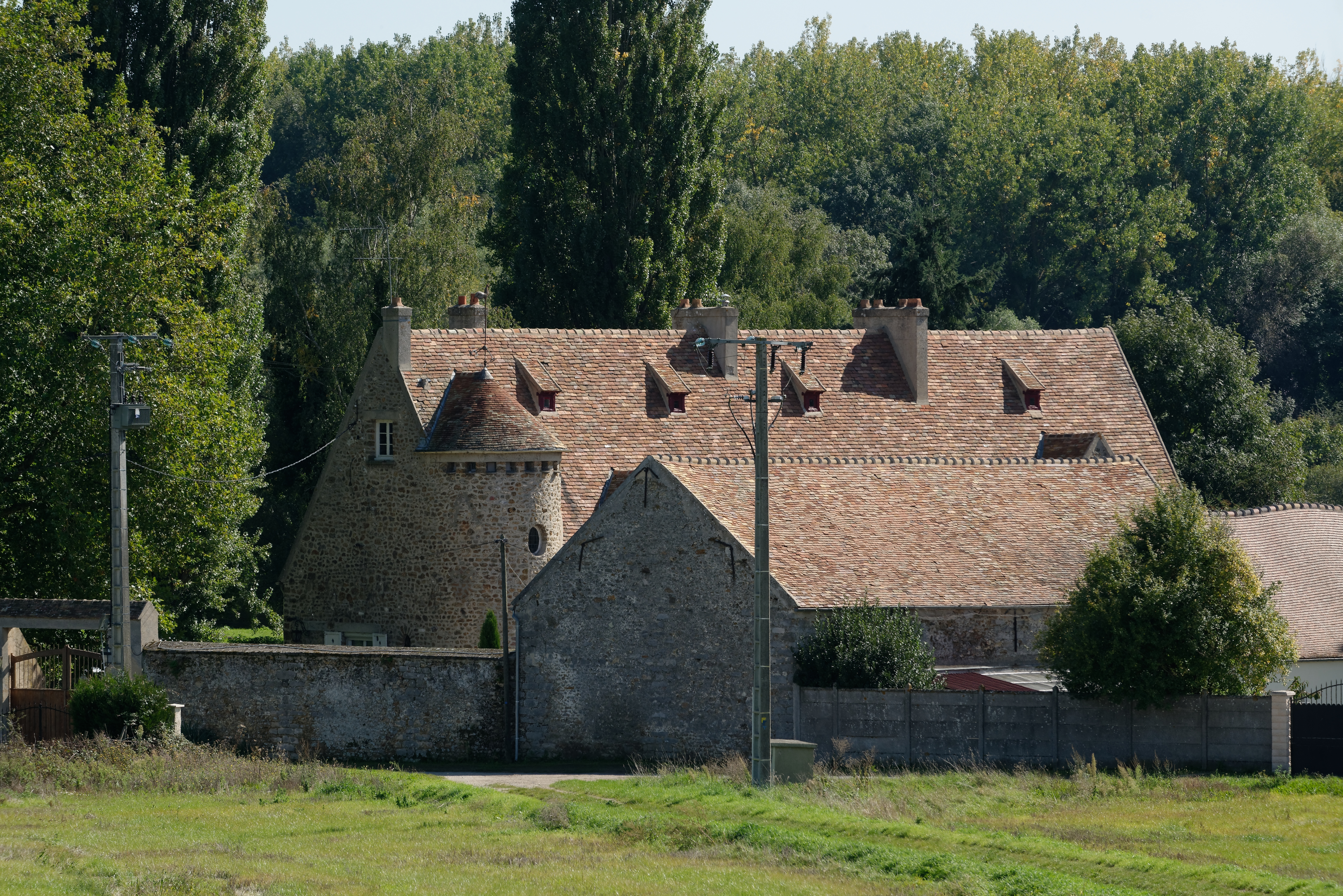
Мельница Тревуа

Водотоки Олленвиля находятся под юрисдикцией Агентства водных ресурсов Сены-Нормандии, SAGE Orge-Yvette, Sivoa и Sivso. Олленвиль пересекают пять рек: Орж, Ремарде, Боэль, ручьи Руэ и Вилландж. Имеется частный пруд и многочисленные водоёмы.
На юго-западе Олленвиля находится мукомольная мельница Тревуа — в настоящее время являющаяся частной резиденцией. Внесена в Генеральный реестр культурного наследия под номером IA91000289.
Пруды Тревуа занимают площадь двадцать шесть гектаров. Они находятся не в коммуне Олленвиль, а в соседней коммуне Брюйер-ле-Шатель, граничащей с коммунами Эгли и Брейе. Пруды являются заповедной зоной и являются домом для тростниковых зарослей и многочисленных видов птиц. Застройка вокруг пруда была сведена к минимуму, чтобы не нарушать хрупкую флору и фауну.
Леса, занимающие около 30 % сельскохозяйственной площади встречаются на срединном плато и склонах холмов. В основном эти территории принадлежат военным.

### Рельеф и геология
В Олленвиле последовательно сменяются три уровня плато.
Река Орж занимает небольшую аллювиальную равнину в нижней части коммуны. Она занята лугами, прудами (бывшими гравийными карьерами) и рекультивированными бывшими промышленными районами. Самая низкая точка находится на высоте пятьдесят два метра над уровнем моря. Склоны содержат мергель и зелёную глину верхнего эоцена.
Промежуточный уровень, на высоте девяносто метров, представляет собой плато, занятое центром города, сельскохозяйственными угодьями и частью военного городка. Качество почвы варьируется и, в зависимости от участка, может быть использовано для выращивания зерновых или овощей (лёгкая почва на некоторых участках в Ла-Рош). Мельничный камень и песчаник встречаются в берегах более или менее близко под слоем пахотной земли, а глина очень распространена в глинистых образованиях Мельер-де-Монморанси. В Мезон-Руж мельничный камень использовался для изготовления жерновов. В других местах на западном краю встречаются песчаники и пески из Фонтенбло или Брее (Ипрский ярус).
Верхнее плато находится на уровне Боса (Парижский бассейн). Оно занято автодромом и посевами вокруг фермы Куар. Оно достигает высоты сто шестьдесят семь метров и состоит из платообразного ила.

### Соседние муниципалитеты
| Маркуси         | Маркуси   | Лина                   |
| Брюер-ле-Шатель | Олленвиль | Сен-Жермен-лез-Арпажон |
| Брюер-ле-Шатель | Эгли      | Арпажон                |

### Климат
Олленвиль расположен в регионе Иль-де-Франс и имеет мягкий морской климат, характеризующийся прохладной зимой, мягким летом и равномерно распределёнными в течение года осадками. Средняя температура, зарегистрированная на метеостанции Бретиньи-сюр-Орж, составляет 10,8 °C, а средние максимумы и минимумы — 15,2 °C и 6,4 °C соответственно. Фактические максимальные и минимальные температуры составили 24,5 °C в июле и 0,7 °C в январе, а рекорды были установлены 1 июля 1952 года — 38,2 °C и 17 января 1985 года −19,6 °C. Расположение коммуны на окраине Парижа означает, что она менее густо населена и имеет отрицательную разницу температур с Парижем в один-два градуса Цельсия. Однако, учитывая близость к городскому центру и отсутствие больших площадей сельскохозяйственных угодий, коммуна получает 1798 солнечных часов в год, как и весь север департамента. С 598,3 миллиметрами осадков, накопленных за год, и примерным распределением в пятьдесят миллиметров в месяц, муниципалитет получает воду в тех же пропорциях, что и другие регионы к северу от Луары.
| Показатель                                                                                    | Янв. | Фев. | Март | Апр. | Май  | Июнь | Июль | Авг. | Сен. | Окт. | Нояб. | Дек. | Год   |
| --------------------------------------------------------------------------------------------- | ---- | ---- | ---- | ---- | ---- | ---- | ---- | ---- | ---- | ---- | ----- | ---- | ----- |
| Средний суточный максимум, °C                                                                 | 6,1  | 7,6  | 11,4 | 14,6 | 18,6 | 21,8 | 24,5 | 24,2 | 20,8 | 15,8 | 9,9   | 6,8  | 15,2  |
| Средняя температура, °C                                                                       | 3,4  | 4,3  | 7,1  | 9,7  | 13,4 | 16,4 | 18,8 | 18,5 | 15,6 | 11,5 | 6,7   | 4,3  | 10,8  |
| Средний суточный минимум, °C                                                                  | 0,7  | 1    | 2,8  | 4,8  | 8,3  | 11,1 | 13   | 12,8 | 10,4 | 7,2  | 3,5   | 1,7  | 6,4   |
| Среднее число солнечных часов в месяц                                                         | 59   | 89   | 134  | 176  | 203  | 221  | 240  | 228  | 183  | 133  | 79    | 53   | 1798  |
| Норма осадков, мм                                                                             | 47,6 | 42,5 | 44,4 | 45,6 | 53,7 | 51   | 52,2 | 48,5 | 55,6 | 51,6 | 54,1  | 51,5 | 598,3 |
| Источник: Месячная климатология на ведомственной станции Бретиньи-сюр-Орж с 1948 по 2002 годы |      |      |      |      |      |      |      |      |      |      |       |      |       |

### Дороги и транспорт
Район Ла-Рош обслуживается автобусным сообщением, маршрут DM 26.

### Населённые пункты, районы и кварталы
Ферма де Куар, по-прежнему находящаяся в коммуне Олленвиль, в настоящее время фактически отделена от неё расширением автодрома Линас-Монльери и гарнизоном военного лагеря Линас-Монльери. Доступ к нему осуществляется через центр Маркуси.
- Эко-район Беллес-Вю[фр.]

## Градостроительство

### Типология
Олленвиль является городской коммуной, поскольку относится к коммунам с плотной или промежуточной плотностью, как определено в сетке плотности коммун Insee. Она входит в городскую единицу Париж, межведомственную конурбацию, состоящую из 411 коммун и 10 785 092 жителей в 2017 году, в которых Олленвиль является пригородом.
Коммуна также входит в Парижскую функциональную область, в которой она является периферийной коммуной. В этот район входят 1929 муниципалитетов.

## Топонимика
Коммуна была создана в 1793 году под своим нынешним названием.

## История

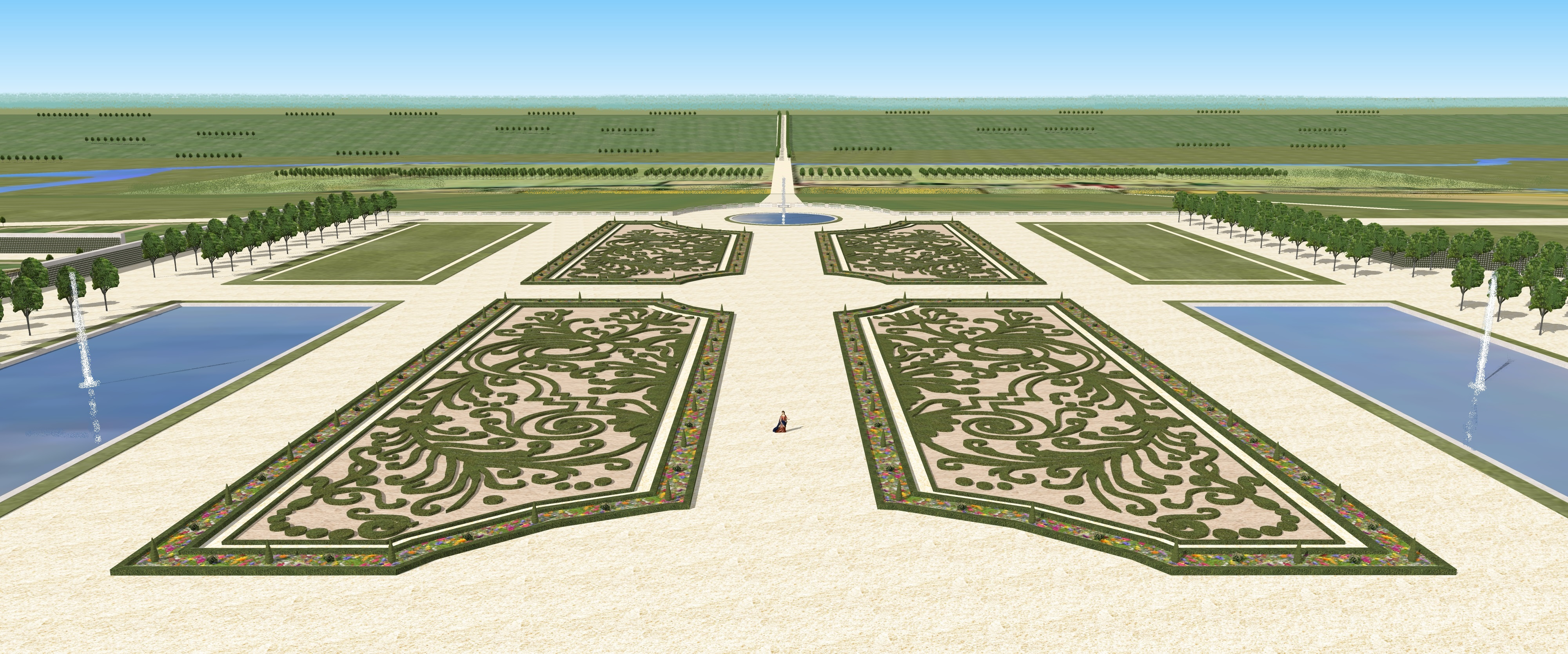
Реконструкция вида на большой партер в замке д’Олленвиль, XVIII век.

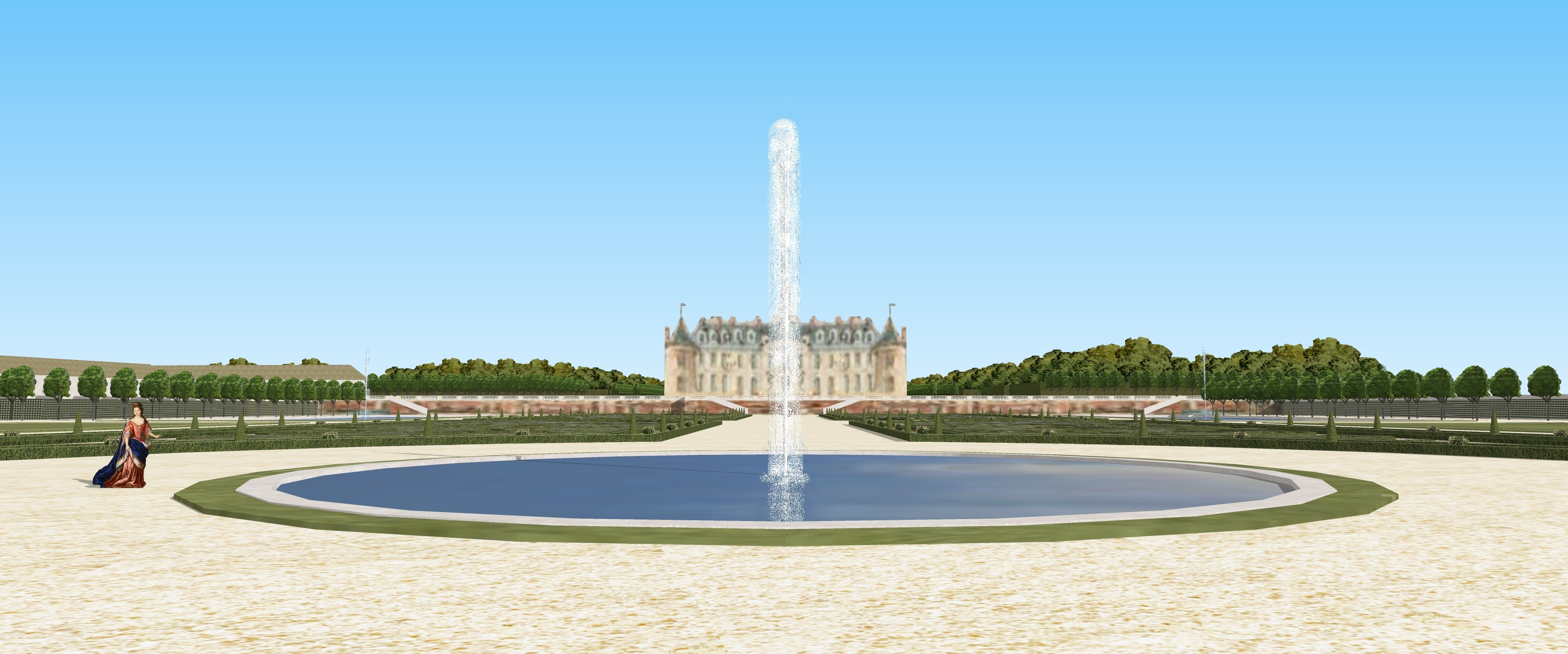
Замок Олленвиль в середине XVIII века (до расширения).

Сведения о первых поселениях в этом районе относятся к периоду неолита, как в южной части коммуны, так и в направлении Ла-Рош. В 2010 году люди всё ещё находили в садах резные кремневые изделия, например, наконечники стрел. На окраине коммуны была найдена римская дорога. В XIV веке Олленвиль и Ла-Рош были обычными деревнями в окрестностях Брюер-ле-Шатель. В начале XV века Олленвиль принадлежал Жану де Монтегю, сеньору Маркуси и Шатра (ныне известного как Арпажон), который был казначеем короля Карла VI. В 1564 году Жан де ла Рошетт взял земли Олленвиля в ренту с Жаном де Байон. Аналогичным образом, в 1570 году сеньория Олленвиль была разделена между Рене дю Гастом и Бенуа Милоном. Бенуа Милон вернул себе поместье и продал его Генриху III, который часто приезжал туда жить. В 1585 году Генрих III подарил землю своей жене Луизе де Водемон, герцогине Ангулемской, а в 1596 году Генрих IV подарил земли Олленвиля герцогине Бар, своей сестре.
В 1735 году сеньория принадлежала Шарлю дю Монсо де Нолану, который продал её герцогине Лазун, а затем передал её Буко, коллекционеру города Парижа. В Олленвиле существовал замок, разрушенный в 1835 году. Считается, что в нём жил маршал де Кастри.
Нынешний замок был построен в 1853 году местным буржуа в стиле «нео-Луи XIII». В 1948 году замок был куплен Министерством образования Франции, и сейчас в нём располагается Олленвильское региональное учебное заведение.
В XX веке Олленвиль состоял из главного города и деревень Ла-Рош, Байо, Бель-Эр, Куар, Мулен-Неф, Мулен-де-ла-Бете, Тревуа и Ле-Руэ. В центре Олленвиля и в деревне Ла-Рош сохранились старые дома в хорошем состоянии. Озеленённые пруды и берега рек Орж и Ремард позволяют совершать туристические прогулки.

### Госпитальеры
Лимб Бизон, расположенный в районе Олленвиль, был зависимой территорией командорства Делюж госпитальеров ордена Святого Иоанна Иерусалимского. Она принадлежала Фердинанду Меркадеку де Роану, архиепископу Бордо и лорду Олленвиля, который продал её госпитальерам. Госпитальерам принадлежало 183 акра земли.

## Население и общество

### Демография

#### Демографические тенденции
Изменения в численности населения известны из переписей населения, проводимых в коммуне с 1793 года. Для коммун с населением менее 10 000 человек перепись всего населения проводится каждые пять лет, при этом численность населения за промежуточные годы оценивается с помощью интерполяции или экстраполяции. Для коммуны первая исчерпывающая перепись в рамках новой системы была проведена в 2008 году.
В 2020 году в коммуне проживало 4803 человека, что на 1,44 % больше, чем в 2014 году (Эсон: +2,99 %, Франция за исключением Майотты: +1,9 %).
| Динамика численности населения | Динамика численности населения | Динамика численности населения | Динамика численности населения | Динамика численности населения | Динамика численности населения | Динамика численности населения | Динамика численности населения | Динамика численности населения |
| 1793                           | 1800                           | 1806                           | 1821                           | 1831                           | 1836                           | 1841                           | 1846                           | 1851                           |
| ------------------------------ | ------------------------------ | ------------------------------ | ------------------------------ | ------------------------------ | ------------------------------ | ------------------------------ | ------------------------------ | ------------------------------ |
| 550                            | ↘496                           | ↗510                           | ↘473                           | ↗475                           | ↗503                           | ↘498                           | ↘497                           | ↗504                           |
| 1856                           | 1861                           | 1866                           | 1872                           | 1876                           | 1881                           | 1886                           | 1891                           | 1896                           |
| ↘498                           | ↗528                           | ↘515                           | ↘514                           | ↗542                           | ↘501                           | ↘488                           | ↘477                           | ↗485                           |
| 1901                           | 1906                           | 1911                           | 1921                           | 1926                           | 1931                           | 1936                           | 1946                           | 1954                           |
| ↘483                           | ↘443                           | ↗488                           | ↘463                           | ↗560                           | ↗592                           | ↗651                           | ↗701                           | ↗947                           |
| 1962                           | 1968                           | 1975                           | 1982                           | 1990                           | 1999                           | 2006                           | 2008                           | 2013                           |
| ↗1082                          | ↗1393                          | ↗1876                          | ↗2603                          | ↗3555                          | ↗3896                          | ↗4570                          | ↘4561                          | ↗4665                          |
| 2018                           | 2020                           |                                |                                |                                |                                |                                |                                |                                |
| ↗4712                          | ↗4803                          |                                |                                |                                |                                |                                |                                |                                |

Гистограмма демографической динамики

#### Возрастная пирамида
В 2018 году доля людей в возрасте до 30 лет составила 40,5 %, что выше среднего показателя по департаменту (39,9 %). И наоборот, доля людей в возрасте старше 60 лет в том же году составила 18,0 % по сравнению с 20,1 % в департаменте.
В 2018 году в муниципалитете проживало 2426 мужчин и 2286 женщин, что даёт соотношение мужчин и женщин 51,49 %, что значительно выше показателя по департаменту (48,98 %).
Возрастные пирамиды для муниципалитета и департамента выглядят следующим образом:
| Мужчины | Возраст | Женщины |
| ------- | ------- | ------- |
| 0,2     | 90 +    | 0,4     |
| 5,1     | 75-89   | 6,3     |
| 11,2    | 60-74   | 12,8    |
| 20,0    | 45-59   | 21,3    |
| 20,8    | 30-44   | 21,1    |
| 21,0    | 15-29   | 17,5    |
| 21,7    | 0-14    | 20,6    |

| Мужчины | Возраст | Женщины |
| ------- | ------- | ------- |
| 0,5     | 90 +    | 1,2     |
| 5,2     | 75-89   | 6,9     |
| 12,7    | 60-74   | 13,6    |
| 20,2    | 45-59   | 19,6    |
| 20      | 30-44   | 20,2    |
| 19,9    | 15-29   | 18,3    |
| 21,6    | 0-14    | 20      |

## Политика и администрация

### Местная политика
Коммуна Олленвиль входит в состав кантона Арпажон, который представляют ведомственные советники Доминик Бугро (UDI) и Александр Тузе (UMP); в округ Палезо и частично в четвёртый избирательный округ Эсона, который представляет депутат Мари-Пьер Риксен (LREM). Муниципалитет является резиденцией сообщества муниципалитетов Арпажон, в которое входят четырнадцать коммун.
Insee присвоил коммуне код 91 3 01 461. Коммуна Олленвиль зарегистрирована в реестре предприятий и учреждений под кодом SIREN 219 104 619. Её бизнес зарегистрирован под кодом APE 8411Z.

### Список мэров
| \| Список мэров с 1792 по 1965 годы \| Список мэров с 1792 по 1965 годы \| Список мэров с 1792 по 1965 годы \| Список мэров с 1792 по 1965 годы \| Список мэров с 1792 по 1965 годы \| \| Период \| Период \| ФИО \| Партия \| Квалификация \| \| -------------------------------- \| -------------------------------- \| -------------------------------- \| -------------------------------- \| -------------------------------- \| \| 1792 \| 1793 \| M. Муазон \| \| \| \| 1793 \| 1795 \| Франсуа Ружо \| \| \| \| 1795 \| 1800 \| M. Дюпон \| \| \| \| 1800 \| 1814 \| Жером Пиффре \| \| \| \| 1814 \| 1826 \| Огюст Аккойе \| \| \| \| 1826 \| 1828 \| Жан Гайяр \| \| \| \| 1828 \| 1831 \| Жан Луи Кулар \| \| \| \| 1832 \| 1839 \| M. Герен \| \| \| \| 1840 \| 1853 \| Луи Дево \| \| \| \| 1853 \| 1865 \| M. Менье \| \| \| \| 1865 \| 1870 \| Пьер Помм \| \| \| \| 1870 \| 1879 \| M. Александр \| \| \| \| 1879 \| 1896 \| Жан Луи Дотто \| \| \| \| 1896 \| 1904 \| Поль Клозо \| \| \| \| 1904 \| 1929 \| Эдмон Кулар \| \| \| \| 1929 \| 1943 \| Эрнест Пети \| \| \| \| 1943 \| 1965 \| Габриэль Броссар \| \| \| |             |                   |               |                                              |
| Период | Период      | ФИО               | Партия        | Квалификация                                 |
| март 1965 | март 1977   | Рене Сенассон     |               |                                              |
| март 1977 | март 1983   | Жорж Соловьёв     | PCF           | Преподаватель                                |
| март 1983 | март 1989   | Жинетт Жардель    | DVD           |                                              |
| март 1989 | 1994        | Жорж Соловьёв     | PCF           | Преподаватель                                |
| 1994 | март 2014   | Пьер Додоз        | PCF затем DVG | После этого профессор отошел от преподавания |
| март 2014 | действующий | Жан-Мишель Жиродо | DVG           | Преподаватель технических дисциплин          |
| Список мэров с 1792 по 1965 годы |             |                   |               |                                              |
| Период | Период      | ФИО               | Партия        | Квалификация                                 |
| 1792 | 1793        | M. Муазон         |               |                                              |
| 1793 | 1795        | Франсуа Ружо      |               |                                              |
| 1795 | 1800        | M. Дюпон          |               |                                              |
| 1800 | 1814        | Жером Пиффре      |               |                                              |
| 1814 | 1826        | Огюст Аккойе      |               |                                              |
| 1826 | 1828        | Жан Гайяр         |               |                                              |
| 1828 | 1831        | Жан Луи Кулар     |               |                                              |
| 1832 | 1839        | M. Герен          |               |                                              |
| 1840 | 1853        | Луи Дево          |               |                                              |
| 1853 | 1865        | M. Менье          |               |                                              |
| 1865 | 1870        | Пьер Помм         |               |                                              |
| 1870 | 1879        | M. Александр      |               |                                              |
| 1879 | 1896        | Жан Луи Дотто     |               |                                              |
| 1896 | 1904        | Поль Клозо        |               |                                              |
| 1904 | 1929        | Эдмон Кулар       |               |                                              |
| 1929 | 1943        | Эрнест Пети       |               |                                              |
| 1943 | 1965        | Габриэль Броссар  |               |                                              |

### Политические тенденции и результаты
Президентские выборы, результаты второго тура
- Президентские выборы 2002 года: 83,94 % за Жака Ширака (RPR), 16,06 % за Жан-Мари Ле Пена (FN), явка 84,67 %[34].
- Президентские выборы 2007 года: 57,80 % за Николя Саркози (UMP), 42,20 % за Сеголен Руаяль (PS), явка 87,36 %[35].
- Президентские выборы 2012 года: 55,58 % за Николя Саркози (UMP), 44,42 % за Франсуа Олланда (PS), явка 85,70 %[36].
- Президентские выборы 2017 года: 64,42 % за Эмманюэля Макрона (LREM), 35,58 % за Марин Ле Пен (FN), явка 87,18 %[37].

Парламентские выборы, результаты второго тура
- Парламентские выборы 2002 года: 53,20 % за Женевьев Коло[англ.] (UMP), 46,80 % за Ива Тавернье[фр.] (PS), явка 62,87 %[38].
- Парламентские выборы 2007 года: 60,46 % за Женевьев Коло (UMP), 39,54 % за Брижит Зинс (PS), явка 60,82 %[39].
- Парламентские выборы 2012 года: 53,11 % за Натали Косцюшко-Моризе (UMP), 46,89 % за Оливье Тома (PS), явка 62,06 %[40].
- Парламентские выборы 2017 года: 56,56 % за Мари-Пьер Риксен[англ.] (REM), 43,44 % за Аньес Эврен[англ.] (LR), явка 88,61 %[41].

Выборы в Европейский парламент
- Выборы в Европейский парламент 2004 года: 28,49 % за Арлема Дезира (PS), 12,35 % за Патрика Жобера[англ.] (UMP), явка 45,18 %[42].
- Выборы в Европейский парламент 2009 года: 29,11 % за Мишеля Барнье (UMP), 15,36 % за Даниэля Кон-Бендита (Europe Ecology[англ.]), явка 43,50 %[43].
- Выборы в Европейский парламент 2014 года: 25,66 % за Эмерика Шопрада (FN), 19,32 % за Алена Ламассура[англ.] (UMP), явка 46,90 %[44].
- Выборы в Европейский парламент 2019 года: 22,05 % за Жордана Барделла (RN), 19,06 % за Натали Луазо (LREM), явка 53,39 %[45].

Региональные выборы
- Региональные выборы 2004 года[англ.]: 47,82 % за Жан-Поля Юшона[англ.] (PS), 39,94 % за Жан-Франсуа Копе (UMP), явка 68,44 %[46].
- Региональные выборы 2010 года: 54,48 % за Жан-Поля Юшона (PS), 45,52 % за Валери Пекресс (UMP), явка 49,15 %[47].

Кантональные выборы
- Кантональные выборы 2004 года[англ.]: 50,99 % за Моник Гогуэла (PS), 49,01 % за Филиппа Ле Фоля (DVD), явка 66,87 %[48].
- Кантональные выборы 2011 года[англ.]: 57,96 % за Паскаля Фурнье (PS), 42,04 % за Бернара Деспалена (FN), явка 47,70 %[49].

Муниципальные выборы, результаты второго тура
- Муниципальные выборы 2001 года[англ.]: данные отсутствуют[50].
- Муниципальные выборы 2008 года[англ.]: 70,16 % за Пьера Додоза (DVG), избранного в первом туре, 29,84 % за Филиппа Жоли (UMP), явка 66,52 %[51].
- Муниципальные выборы 2014 года: 64,96 % за Жан-Мишеля Жиродо (LDVG), избранного в первом туре, 35,03 % за Филиппа Жоли (LDVD), явка 61,91 %[52].
- Муниципальные выборы 2020 года[англ.]: 75,33 % за Жан-Мишеля Жиродо (LDVG), избранного в первом туре, 24,66 % за Филиппа Жоли (LDVD), явка 42,54 %[53].

Референдумы
- Французский конституционный референдум 2000 года: 74,62 % — «Да», 25,38 % — «Нет», явка 32,18 %[54].
- Французский референдум по Конституции Европейского союза 2005 года: 50,84 % — «Нет», 49,16 % — «Да», явка 74,60 %[55].

### Образование

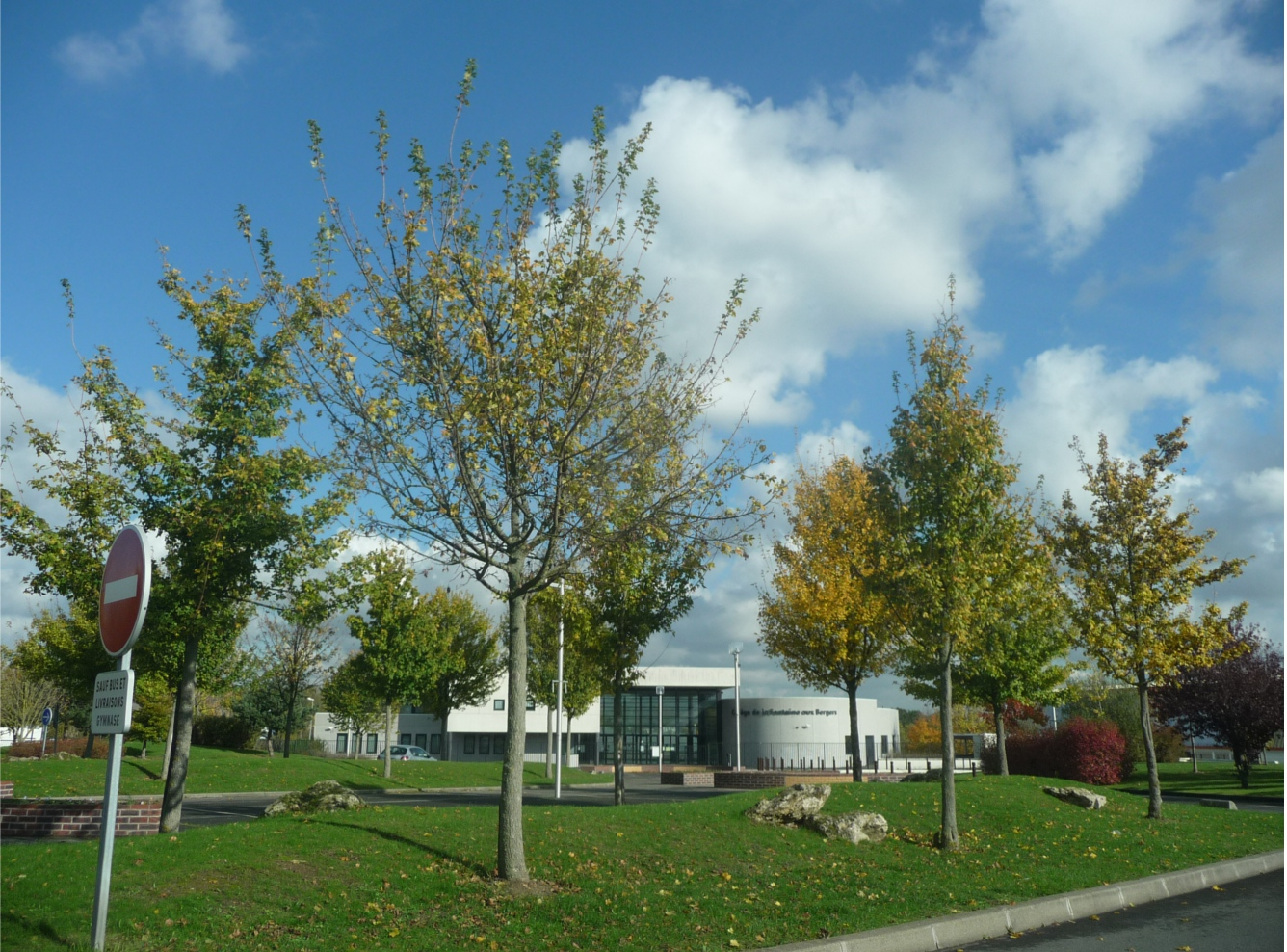
Коллеж Ла-Фонтен-о-Бержер.

Учащиеся Олленвиля зачисляются в Версальскую академию. В Олленвиле находятся детские сады Бутон-д’Ор и имени Пьера де Ронсара, начальные школы Ла-Рош и имени Жака Превера и коллеж Ла-Фонтен-о-Бержер.

### Общественные услуги
В коммуне имеется почтовое отделение.
Военная база 121-го железнодорожного полка расположена в основном в Олленвиле, а также в Брюйер-ле-Шатель.

### Города-побратимы
Городом-побратимом Олленвиля является Татбери (Великобритания), расположенный от Олленвиля в 548 километрах к северо-западу.

## Повседневная жизнь в Олленвиле

### Культура
В городе расположена компания Compagnie Daru, известная как Daru-Thémpô.

### Спорт
Спортивная ассоциация Олленвиля (ASO) — это группа видов спорта, которыми занимаются в коммуне Олленвиль:
- Футбол: Олленвиль представлен в департаменте в трёх категориях: новички, несовершеннолетние и ветераны.
- Дзюдо
- Петанк
- Настольный теннис
- Гимнастика
- Волейбол: в Олленвиле есть мужская и женская команды по волейболу высшего класса.
- Баскетбол
- Стрелковый спорт: секция стрельбы в Олленвилле[61] открыта для всех желающих в возрасте от 7 лет и старше. Стрелки принимают участие в соревнованиях национального уровня, как индивидуально, так и в составе команды.

### Места поклонения
Католический приход Олленвиль входит в пастырский сектор Труа-Валле-Арпажон и епархию Эври-Корбей-Эсона. В нём находится церковь Богоматери Лурдской.

### Средства массовой информации
Местные новости освещаются в еженедельной газете Le Républicain. Коммуна также находится в зоне вещания телеканалов France 3 Paris Île-de-France Centre, IDF1 и Téléssonne, которые объединены в Télif.

## Экономика
В 2010 году на территории Мулен-Неф была открыта станция очистки сточных вод. Межобщинная станция рассчитана на 60 000 жителей и сбрасывает воду качества «вода для купания». Осадок отправляется на компостные заводы в департаменты Эвр и Эсон.

### Рабочие места, доходы и уровень жизни
В 2009 году в Олленвилле было зарегистрировано 2066 налоговых домохозяйств, 1483 из которых облагались налогом на общую сумму 65 млн евро. В 2010 году медианный налоговый доход домохозяйств Олленвиля на единицу потребления составил 2092 евро/месяц.
| Распределение рабочих мест по социально-профессиональным категориям в 2006 году. |                    |                                                       |                                                                |                          |                |                     |
|                                                                                  | Фермеры            | Ремесленники, владельцы магазинов, директора компаний | Руководители и представители высших интеллектуальных профессий | Посреднические профессии | Служащие       | Рабочие             |
| Олленвиль                                                                        | 1,0 %              | 4,2 %                                                 | 14,1 %                                                         | 23,0 %                   | 40,9 %         | 16,8 %              |
| Зона занятости Дурдан                                                            | 0,7 %              | 6,0 %                                                 | 18,9 %                                                         | 28,5 %                   | 26,3 %         | 19,6 %              |
| Среднее значение по стране                                                       | 2,2 %              | 6,0 %                                                 | 15,4 %                                                         | 24,6 %                   | 28,7 %         | 23,2 %              |
| Распределение рабочих мест по секторам экономики в 2006 году.                    |                    |                                                       |                                                                |                          |                |                     |
|                                                                                  | Сельское хозяйство | Промышленность                                        | Строительство                                                  | Торговля                 | Деловые услуги | Персональные услуги |
| Олленвиль                                                                        | 1,8 %              | 20,6 %                                                | 6,8 %                                                          | 3,4 %                    | 5,8 %          | 2,3 %               |
| Зона занятости Дурдан                                                            | 1,7 %              | 10,4 %                                                | 7,5 %                                                          | 11,8 %                   | 21,6 %         | 6,9 %               |
| Среднее значение по стране                                                       | 3,5 %              | 15,2 %                                                | 6,4 %                                                          | 13,3 %                   | 13,3 %         | 7,6 %               |
| Источники: Insee                                                                 |                    |                                                       |                                                                |                          |                |                     |

## Местная культура и наследие

### Экологическое наследие
Леса на севере коммуны, поля возле деревни Ла-Рош и берега реки Орж были внесены в список чувствительных природных зон советом департамента Эсон.
Короткая туристическая тропа PR 25 проходит через коммуну на протяжении 3,6 км от станции Эгли, продолжая свой 13-километровый маршрут через Брюйер-ле-Шатель и водохранилище Орж на обратном пути к станции.
Коммуна была удостоена третьего места в конкурсе «Цветущие города и деревни».

### Места и памятники
- Замок Олленвиль на улице Ла-Рош был построен в XIX веке и имеет скромные размеры. Ратуша была построена в то же время. Есть два школьных здания, одно в отдаленной деревушке Ла-Рош (1938 г.), другое в центре (1950 г.). Современная часовня Нотр-Дам-де-Лурд датируется 1960 годом, с пристройками в 1986 и 1997 годах[68].
- Часть автодрома Линас-Монльери[англ.] находится в муниципалитете Олленвиль.

### Личности, связанные с муниципалитетом
В Олленвиле родились, умерли или жили различные общественные деятели:
- Шарль Эжен Габриэль де ла Круа, маркиз де Кастри, граф де Шарлу (1727—1801), маршал Франции, жил здесь;
- Жильбер Луи Робине Дютейль д'Озан[фр.] (1746—1826), дивизионный генерал Наполеоновских и Революционных войн, шевалье Первой империи, офицер ордена Почётного легиона, кавалер ордена Святого Людовика, умер здесь.

### Геральдика
Блазон герба Олленвиля гласит:

Герб Олленвиля.

Щит полурассечён и пересечён на зелень, лазурь и золото. В первой четверти поясом три колоса пшеницы золотом, во второй два опущенных волнообразных пояска золотом, обременённые тюльпанами червленью с листьями зеленью, в третьей два поднятых волнообразных пояска лазурью, обременённые стилизованной фабрикой с двумя трубами червленью, в четвёртой два ольховых листа зеленью, соединённых друг над другом тет-беш.
Оригинальный текст (фр.)Écartelé : au premier de sinople aux trois épis de blé d'or rangés en fasce, au deuxième d'azur aux deux fasces ondées abaissées d'or, à la tulipe de gueules tigée et feuillée de sinople brochant sur le tout, au troisième d'or aux deux fasces ondées haussées d'azur, à l'usine stylisée de deux cheminées de gueules brochant sur le tout, au quatrième d'or aux deux feuilles d'aulne de sinople posées en fasce tête-bêche accolées l'une sur l'autre.

### Комментарии
1. ↑  В соответствии с зонированием сельских и городских муниципалитетов, опубликованным в ноябре 2020 года, с применением нового определения сельской местности, утвержденного 14 ноября 2020 года Межминистерским комитетом по сельским районам.
2. ↑  В октябре 2020 года концепция городской функциональной области[англ.] заменила концепцию городской территории[англ.], что позволит проводить последовательные сравнения с другими странами Европейского союза.
3. ↑  Правовое муниципальное население, действующее на 1 января 2023 года, год 2020, определенное в территориальных границах, действующих на 1 января 2022 года, дата статистического отсчета: 1 января 2020 года.
4. ↑  С 1962 по 1999 год: население без двойного счета[фр.]; на последующие даты: муниципальное население. Источники: Ldh/EHESS/Cassini до 1999 года[22], затем Insee с 2006 года[27].